# يان وداس
يان وداس (بالبولندية: Jan Wadas)‏ (مواليد 16 مايو 1944) هو ملاكم بولندي، مثّل بلاده في الألعاب الأولمبية الصيفية 1968.

## روابط خارجية
يان وداس على موقع أوليمبيديا (الإنجليزية)